# Siming
Siming, tidigare romaniserat Szeming, är ett stadsdistrikt i Xiamens subprovinsiella stad i provinsen Fujian i sydöstra Kina. 

## Geografi
Distriktet omfattar den södra delen av ön Xiamen och är säte för stadsfullmäktige. Distriktet inkluderar numera ön Gulangyu, som tidigare var ett eget stadsdistrikt.

## Administrativ indelning
Siming är indelat i tio stadsdelsdistrikt (jiedao).
- Binhai (滨海街道)
- Gulangyu (鼓浪屿街道)
- Jialian (嘉莲街道)
- Kaiyuan (开元街道)
- Lianqian (莲前街道)
- Lujiang (鹭江街道)
- Wucun (梧村街道)
- Xiagang (厦港街道)
- Yundang (筼筜街道)
- Zhonghua (中华街道)

## Historia
Siming betyder bokstavligen "att sakna Mingdynastin" och går tillbaka till det namn som Ming-lojalisten Zheng Chenggong gav Xiamen 1650. När Republiken Kina grundades 1912 nybildades Siming härad och orten blev sedan ombildad till ett stadsdistrikt i Xiamen.